# Procyon
Procyon, cũng được định danh là Alpha Canis Minoris (α Canis Minoris, viết tắt Alpha CMi, α CMi), là ngôi sao sáng nhất trong chòm sao Tiểu Khuyển. Với mắt trần, nó biểu hiện là một ngôi sao đơn độc, sáng thứ tám trên bầu trời đêm với cấp sao biểu kiến là 0,34. Nó là một hệ sao đôi, gồm ngôi sao trắng thuộc dải chính với loại phổ F5 IV–V tên Procyon A, và một sao lùn trắng mờ đồng hành có loại phổ DQZ tên Procyon B.